# Gnophos obfuscaria
Gnophos obfuscaria là một loài bướm đêm trong họ Geometridae.